# Élections législatives de 1986 en Corse-du-Sud
Les élections législatives françaises de 1986 ont lieu le 16 mars 1986. Dans le département de la Corse-du-Sud, deux députés sont à élire dans le cadre d'un scrutin proportionnel par liste départementale à un seul tour.

## Élus
| Député élu               |  | Parti |
| ------------------------ |  | ----- |
| Jean-Paul de Rocca Serra |  | RPR   |
| Nicolas Alfonsi          |  | MRG   |

## Listes en présence

### Nationaliste (UPC-MCA)
| N° | Candidats          | Parti | Parti | Principales fonctions                              |
| -- | ------------------ | ----- | ----- | -------------------------------------------------- |
| 01 | Dominique Lucchini |       | UPC   | Membre de l'Assemblée de Corse et maire de Zerubia |
| 02 | Antoine Marchetti  |       |       | Employé                                            |
|    |                    |       |       |                                                    |
| 03 | Eudosia Manguine   |       |       | Retraitée                                          |
| 04 | Ignace Ceccaldi    |       |       | Exploitant agricole, adjoint au maire d'Evisa      |

### Parti communiste français
| N° | Candidats               | Parti | Parti | Principales fonctions                                          |
| -- | ----------------------- | ----- | ----- | -------------------------------------------------------------- |
| 01 | Dominique Bucchini      |       | PCF   | Professeur, membre de l'Assemblée de Corse et maire de Sartène |
| 02 | Albert Ferracci         |       | PCF   | Retraité de l'enseignement, membre de l'Assemblée de Corse     |
|    |                         |       |       |                                                                |
| 03 | Paul Borelli            |       | PCF   | Professeur, conseiller général du canton d'Ajaccio-5           |
| 04 | Annie-Andrée Quilichini |       | PCF   | Professeur                                                     |

### Majorité présidentielle (MRG-PS)
| N° | Candidats       | Parti | Parti | Principales fonctions                                                                |
| -- | --------------- | ----- | ----- | ------------------------------------------------------------------------------------ |
| 01 | Nicolas Alfonsi |       | MRG   | Député sortant, avocat, conseiller général du Canton des Deux-Sevi et maire de Piana |
| 02 | Félix Luciani   |       | PS    | Inspecteur DDASS, conseiller général du canton d'Ajaccio-7, maire d'Afa              |
|    |                 |       |       |                                                                                      |
| 03 | Paul Mondoloni  |       | PS    | Médecin, conseiller général du canton de Sartène                                     |
| 04 | Thomas Coggia   |       | DVG   | Maire de Coggia                                                                      |

### Opposition (RPR-UDF-CCB-CNI)
| N° | Candidats                | Parti | Parti  | Principales fonctions |
| -- | ------------------------ | ----- | ------ | --- |
| 01 | Jean-Paul de Rocca Serra |       | RPR    | Député sortant, médecin, président de l'Assemblée de Corse, conseiller général du Canton de Porto-Vecchio et maire de Porto-Vecchio |
| 02 | José Rossi               |       | UDF-PR | Conseiller juridique, conseiller général du Canton d'Ajaccio-4 et président du conseil général                                      |
|    |                          |       |        | |
| 03 | Marc Marcangeli          |       | CCB    | Président de l'Office départemental d'HLM, conseiller général du Canton d'Ajaccio-3                                                 |
| 04 | Émile Mocchi             |       | RPR    | Directeur de sociétés, maire de Propriano                                                                                           |

### Extrême droite (FN diss.)
| N° | Candidats           | Parti | Parti          | Principales fonctions                                    |
| -- | ------------------- | ----- | -------------- | -------------------------------------------------------- |
| 01 | Roger Palmieri      |       | EXD (FN diss.) | Avocat honoraire, Vice-Président de l'Assemblée de Corse |
| 02 | Jean-Michel Luciani |       | EXD (FN diss.) | Administrateur de sociétés                               |
|    |                     |       |                |                                                          |
| 03 | Yves Eca            |       | EXD (FN diss.) | Hôtelier, conseiller municipal de Calcatoggio            |
| 04 | Jean Acquaviva      |       | EXD (FN diss.) | Retraité                                                 |

## Résultats

### Résultats à l'échelle du département
| Liste Parti politique | Liste Parti politique                                                                                                   | Tête de liste            | Tour unique | Tour unique | Sièges |
| Liste Parti politique | Liste Parti politique                                                                                                   | Tête de liste            | Voix        | %           | Sièges |
| --------------------- | --- | ------------------------ | ----------- | ----------- | ------ |
|                       | Union de l'opposition nationale Rassemblement pour la République (UDF - CCB - CNI)                                      | Jean-Paul de Rocca Serra | 35 837      | 52,35       | 1      |
|                       | Pour une majorité de progrès avec le président de la République Mouvement des radicaux de gauche (PS)                   | Nicolas Alfonsi          | 19 131      | 27,95       | 1      |
|                       | Liste présentée par le Parti communiste français Parti communiste français                                              | Dominique Bucchini       | 6 624       | 9,67        | 0      |
|                       | Pà un avvena corsu Régionaliste (UPC - MCA)                                                                             | Dominique Lucchini       | 5 220       | 7,62        | 0      |
|                       | Front d'opposition nationale et de défense des traditions et intérêts de la Corse Extrême droite (diss. Front national) | Roger Palmieri           | 1 641       | 2,40        | 0      |
|                       | |                          |             |             |        |
| Inscrits              | Inscrits | Inscrits                 | 92 529      | 100,00      | 2      |
| Abstentions           | Abstentions | Abstentions              | 21 555      | 23,29       |        |
| Votants               | Votants | Votants                  | 70 974      | 76,70       |        |
| Blancs et nuls        | Blancs et nuls | Blancs et nuls           | 2 521       | 3,55        |        |
| Exprimés              | Exprimés | Exprimés                 | 68 453      | 96,45       |        |